# Державна науково-технічна бібліотека України
Державна науково-технічна бібліотека України (ДНТБ України) — всеукраїнська бібліотека загальнодержавного значення, входить до мережі науково-технічних бібліотек України та системи науково-технічної інформації Міністерства освіти і науки України.
Є бібліотечно-інформаційним, культурно-просвітницьким, науковим, науково-методичним та видавничим центром.
ДНТБ України забезпечує інформаційну підтримку наукових досліджень, розробок і технологій на національному рівні. Бібліотека виконує функції депозитарію стандартів, патентної та науково-технічної документації, бере участь у формуванні науково-інформаційної політики України.
Одним із пріоритетів установи є розвиток відкритої науки, зокрема, через впровадження систем відкритого доступу, підтримку FAIR-принципів і розвиток дослідницьких інформаційних систем.
Бібліотека є розробником і адміністратором Національної електронної науково-інформаційної системи NAUKA (URIS), яка об’єднує дослідницькі інституції, дослідників і наукові результати в єдиному інформаційному просторі. URIS відповідає європейським принципам Research Information Systems (CRIS) і є одним із кроків України до інтеграції в Європейський дослідницький простір.  
Також ДНТБ України:  
- виступає розробником та адмініструє Ініціативу з відкритого доступу до українського наукового контенту (OUCI);
- координує Національний консорціум ORCID в Україні;
- представляє Україну в ряді міжнародних ініціатив, зокрема Barcelona Declaration on Open Research Information;
- активно бере участь у міжнародних проектах.

Бібліотека також виступає організатором щорічної Міжнародної конференції з відкритої науки та інновацій, яка стала платформою для обміну досвідом між українськими та європейськими дослідниками, представниками бібліотек, ІТ-фахівцями й політиками.

## Бібліотечний фонд
В бібліотечному фонді, що нараховує майже 16 мільйонів примірників, представлені:
- найбільший фонд патентних документів в Україні,
- промислова документація
- нормативно-технічна документація,
- дисертації,
- звіти про науково-дослідні та дослідно-конструкторські розробки,
- депоновані наукові роботи,
- фонд вітчизняних та зарубіжних книг
- фонд періодичних видань науково-технічного спрямування.

## Історія
У 1935 році була створена міжгалузева технічна бібліотека УРСР — Київська філія, найпотужніша зі створених у 1930-ті рр. філій Державної наукової бібліотеки (ДНБ) Наркомважпрому СРСР.
У 1936 р. фонд Київської філії ДНБ становив 5 тис. примірників видань, на обслуговуванні знаходилось 20 тис. читачів. Напередодні 1941р. ці показники вже досягли відповідно 160 тис. примірників видань та 20 тис. читачів. Під час Німецько-радянської війни майже весь фонд був знищений, будинок зруйновано.
Відновлення бібліотеки розпочалось наприкінці 1946 року. До 1958 року декілька разів змінювалась назва й підпорядкування бібліотеки. Поновлені фонди на 1 січня 1959 становили понад 200 000 друкованих одиниць.
Статус Державної республіканської науково-технічної бібліотеки отримала 6 червня 1960 року, сучасну назву — в 1992 році.
З 21 липня 2010 року ДНТБ була передана до сфери управління Державного комітету України з питань науки, інновацій та інформатизації (Держінформнауки). Згодом, після ліквідації цього органу, установа перейшла до сфери управління Міністерства освіти і науки України, в якому перебуває й сьогодні.
Після 2014 року ДНТБ України активно трансформується у центр розвитку відкритої науки, цифрової інфраструктури, аналізу наукової діяльності та підтримки наукових інституцій в умовах реформ. У новітній історії ДНТБ відіграє провідну роль у впровадженні принципів FAIR-даних, розвиткові національної наукової термінології та класифікаторів, підтримці дослідницьких інформаційних систем (CRIS) і запровадженні ролі дата-стюардів у наукових установах України.

## Керівники
- Бурма Олександр Андрійович, перший директор Державної республіканської науково-технічної бібліотеки (ДРНТБ) в 1955—1963 рр.
- Сосницький В. В., директор ДРНТБ в 1963
- Серьогіна Ольга Марківна, директор ДРНТБ в 1964—1984 рр.
- Тищенко Генріета Григорівна, директор ДРНТБ в 1985—2000 рр.
- Ніколаєнко Леонід Іванович, директор ДНТБ з 2000—2016 рр
- Жарінова Алла Георгіївна, директор ДНТБ з 2016 по цей час.